# Воррен (округ, Індіана)
Шаблон:StateAbbr_ 40°21′ пн. ш. 87°22′ зх. д. / 40.35° пн. ш. 87.36° зх. д.
Округ  Воррен (англ. Warren County) — округ (графство) у штаті  Індіана, США. Ідентифікатор округу 18171.

## Історія
Округ утворений 1827 року.

## Демографія
За даними перепису 
2000 року 
загальне населення округу становило 8419 осіб, усе сільське.
Серед мешканців округу чоловіків було 4267, а жінок — 4152. В окрузі було 3219 домогосподарств, 2423 родин, які мешкали в 3477 будинках.
Середній розмір родини становив 2,98.
Віковий розподіл населення поданий у таблиці:
| Стать    | До 15 років | 15-21 | 22-29 | 30-39 | 40-49 | 50-65 | 65-85 | Понад 85 |
| -------- | ----------- | ----- | ----- | ----- | ----- | ----- | ----- | -------- |
| Чоловіки | 1000        | 387   | 349   | 628   | 642   | 747   | 472   | 42       |
| Жінки    | 823         | 296   | 340   | 622   | 645   | 767   | 579   | 80       |

## Виноски
1. ↑  U.S. Decennial Census. United States Census Bureau. Архів оригіналу за 4 квітня 2018. Процитовано 10 липня 2014.
2. ↑  Historical Census Browser. University of Virginia Library. Архів оригіналу за 11 серпня 2012. Процитовано 10 липня 2014.
3. ↑  Population of Counties by Decennial Census: 1900 to 1990. United States Census Bureau. Архів оригіналу за 4 жовтня 2014. Процитовано 10 липня 2014.
4. ↑  Census 2000 PHC-T-4. Ranking Tables for Counties: 1990 and 2000 (PDF). United States Census Bureau. Архів оригіналу (PDF) за 18 грудня 2014. Процитовано 10 липня 2014.
5. ↑  Warren County QuickFacts. Бюро перепису населення США. Архів оригіналу за 21 липня 2011. Процитовано 29 серпня 2010.(англ.) Наведено за англійською вікіпедією.
6. ↑  American FactFinder. Бюро перепису населення США. Архів оригіналу за 26 лютого 2012. Процитовано 31 січня 2008.

| США | Це незавершена стаття з географії США. Ви можете допомогти проєкту, виправивши або дописавши її. |